# Esteban Cabezos Morente
Esteban Cabezos Morente va ser un militar espanyol que va participar en la Guerra civil.

## Biografia
Abans de la contesa havia estat aparellador d'obres. Després de l'esclat de la Guerra civil es va unir a les milícies republicanes, on va aconseguir la graduació de major de milícies. L'abril del 1937 va assumir el comandament de la 33a Brigada Mixta, en el front de la Serra de Guadarrama. Tal com apunta Manuel Tagüeña, Cabezos Morente s'hauria encarregat d'organitzar un bon treball de fortificació. L'abril del 1938 va assumir el comandament de la 3a Divisió, en substitució de Tagüeña. La seva unitat va tenir un destacat paper durant la batalla de l'Ebre, sostenint sagnants combats enfront de Vilalba dels Arcs. Amb posterioritat el major Domingo García Fermín el va succeir al capdavant de la 3a Divisió.
Després del final de la contesa es va exiliar a França al costat de les restes de l'Exèrcit republicà, i posteriorment a Sud-amèrica.